# Astipilo
Astipilo, (in greco Ἀστύπυλος), personaggio dell'Iliade (XXI, v. 209-210), fu un guerriero peone, alleato dei troiani . 
Astipilo fu ucciso da Achille nell'azione bellica descritta nel libro XXI dell'Iliade relativo alla Battaglia del fiume.
()